# 7e régiment de Marines (États-Unis)

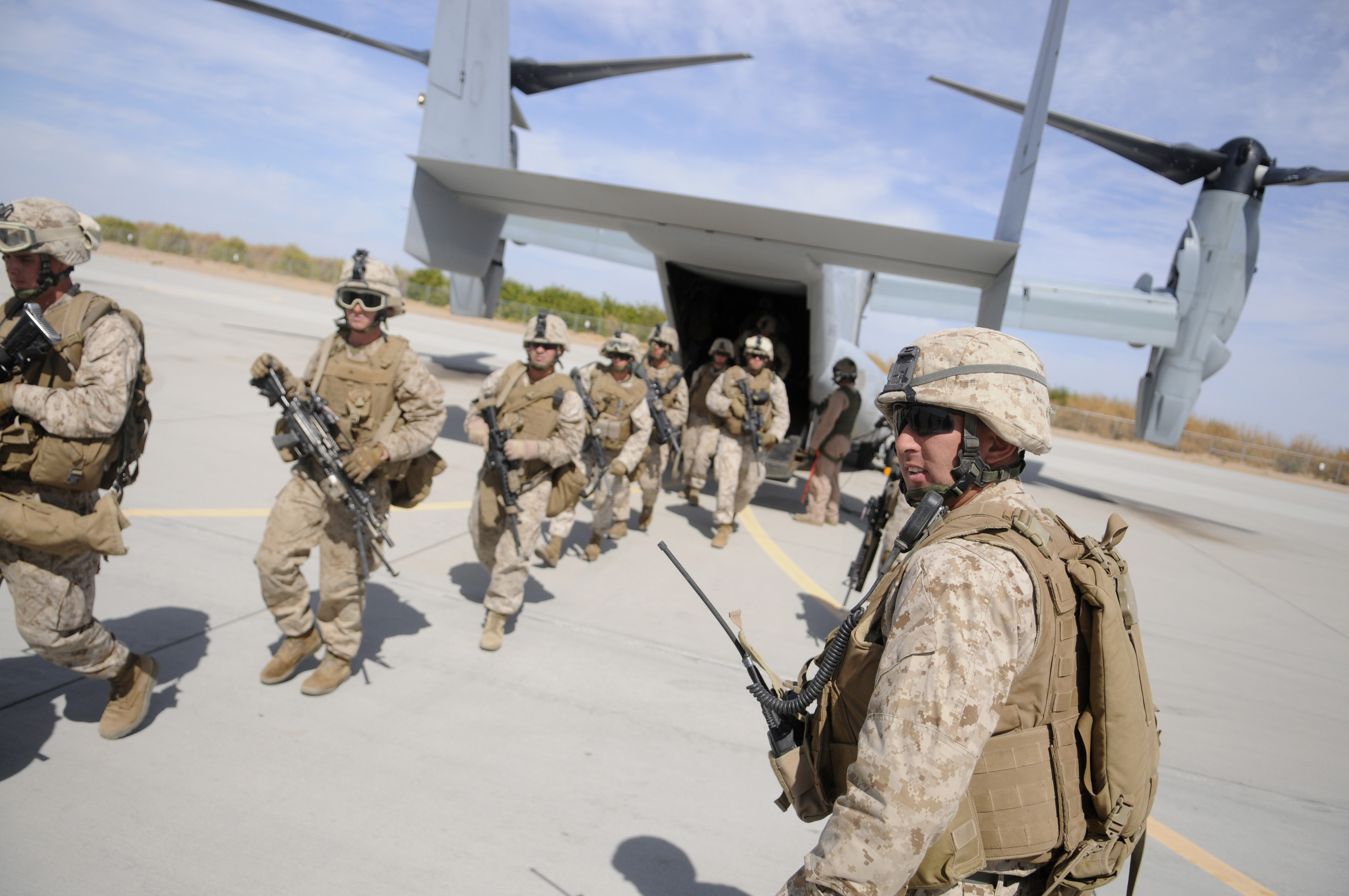
Groupe de combat de la compagnie E, 2e bataillon, 7e régiment de Marine descendant d'un MV-22 en 2009.

Le 7e régiment de Marines est un régiment du corps des Marines des États-Unis. Créé et dissous plusieurs fois depuis 1917, il dépend actuellement de la 1re division des Marines.